# Єврейське кладовище на Оливковій горі
Єврейське кладовище на Оливковій горі — кладовище в Єрусалимі. Найстаріше єврейське кладовище у світі та найбільше кладовище для євреїв. Розташоване на Оливковій горі й прилягає до Старого міста Єрусалиму. Кладовище містить більш як 70 000 могил. Поховання на Оливковій горі почалися близько 3000 років тому і тривають донині.

## Галерея

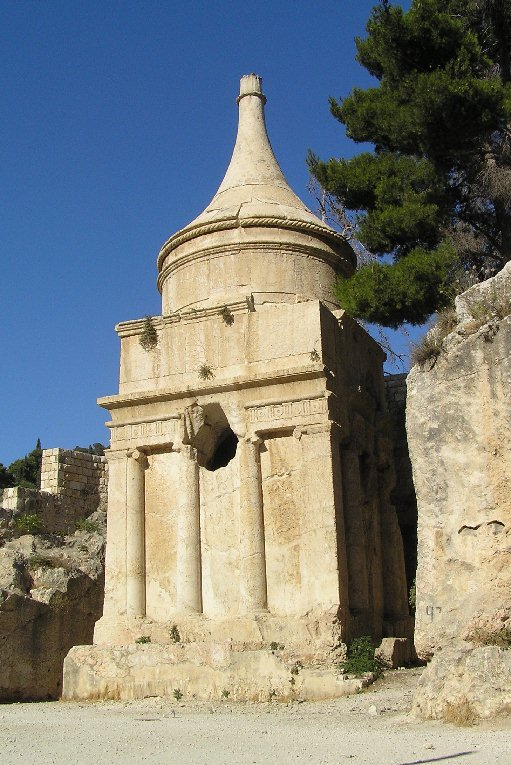
Гробниця Авесалома
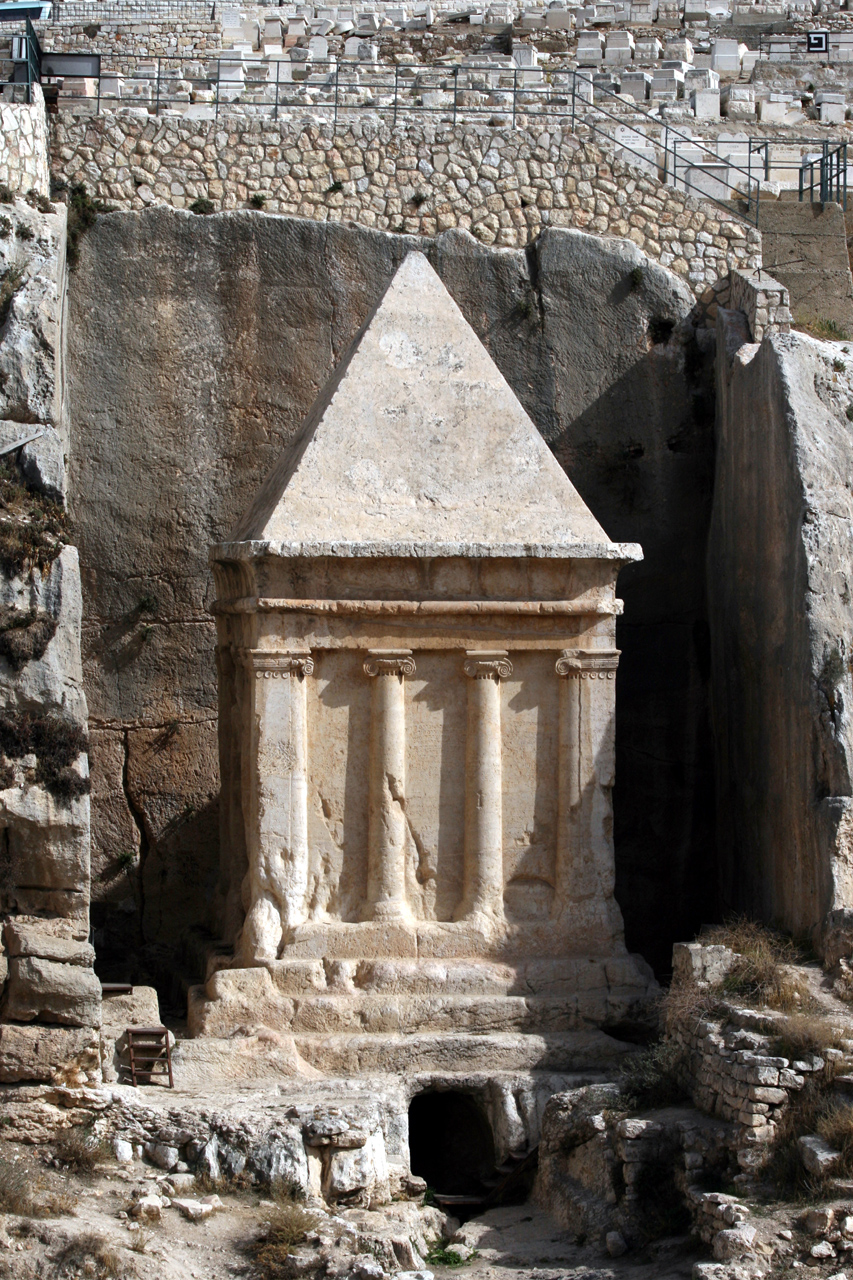
Гробниця Пророка Захарії
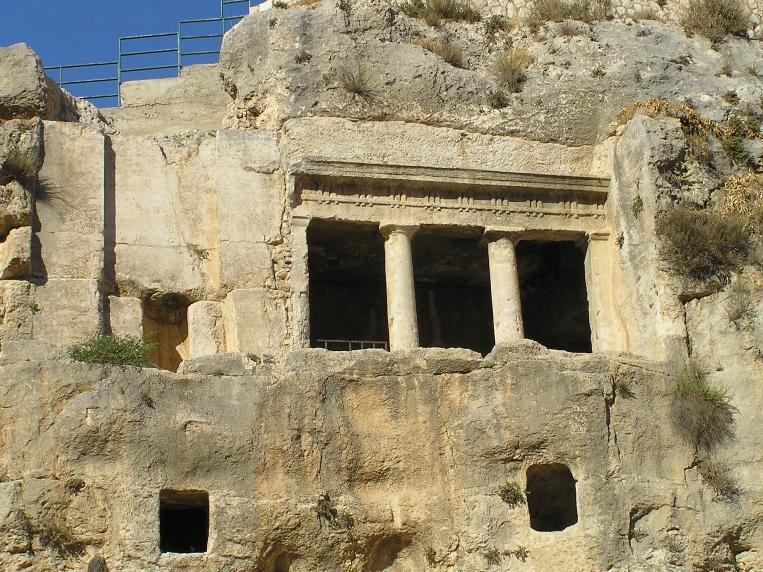
Печера Бней Хезір
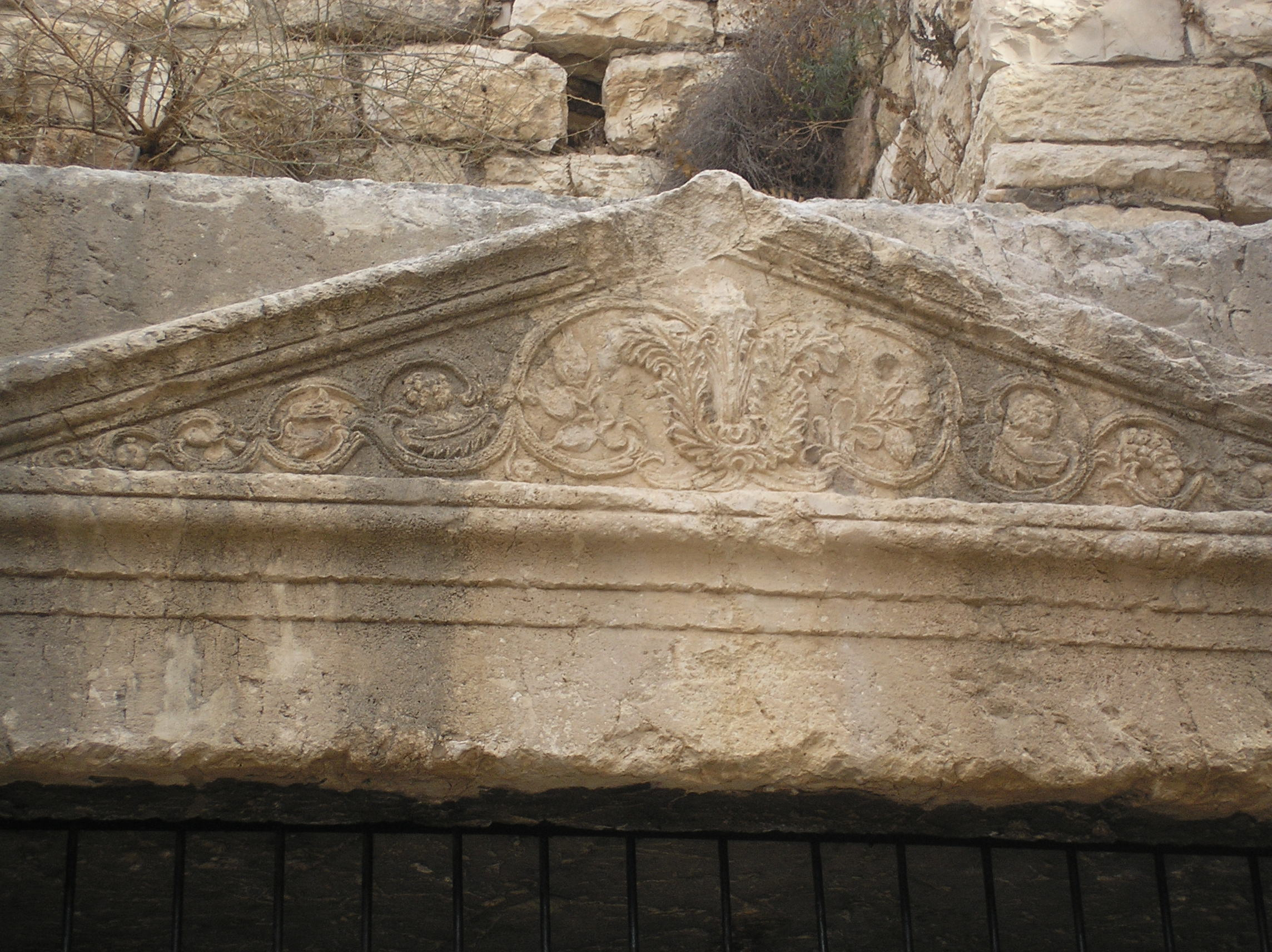
Печера Йосафата
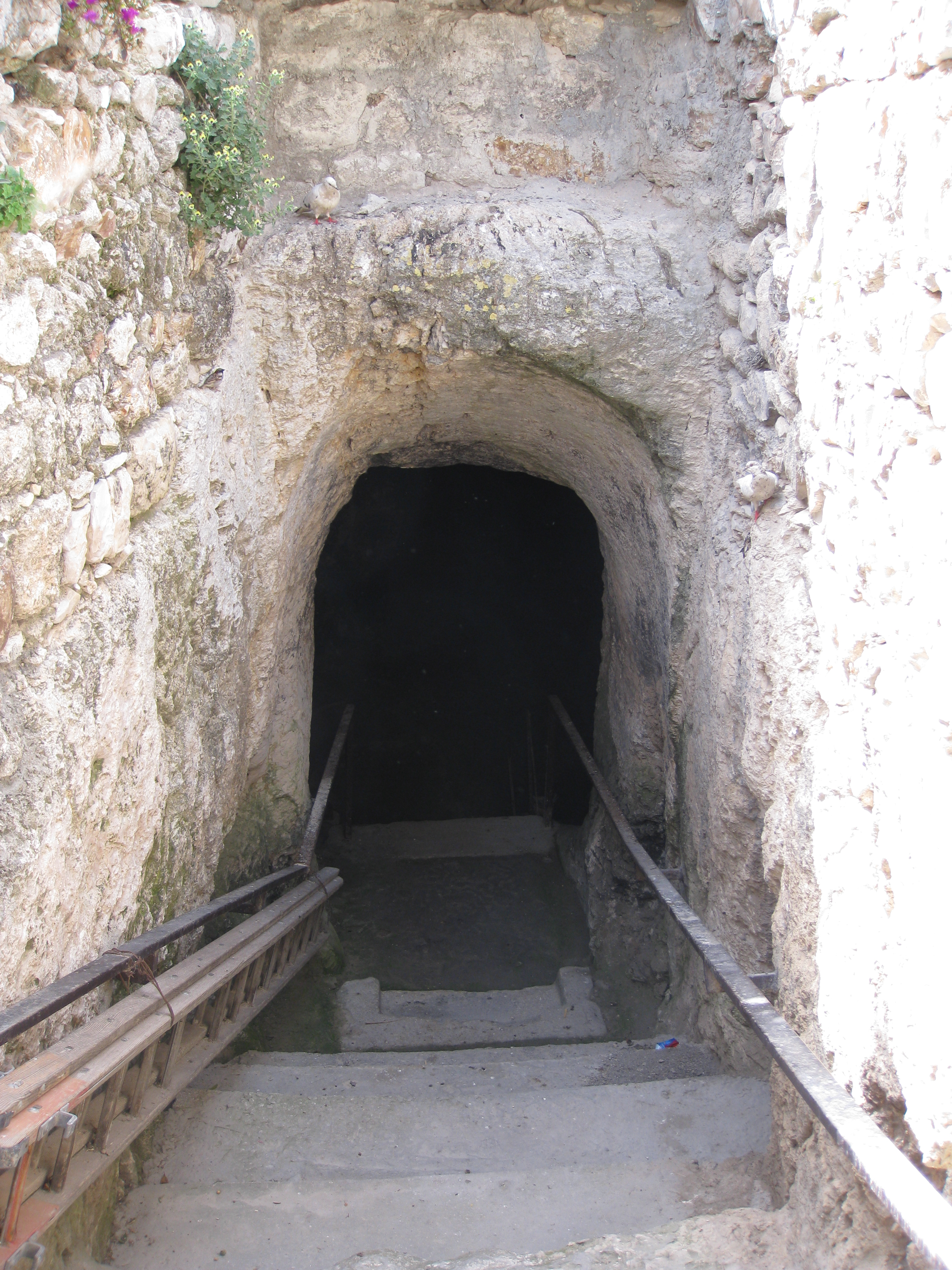
Печера пророків
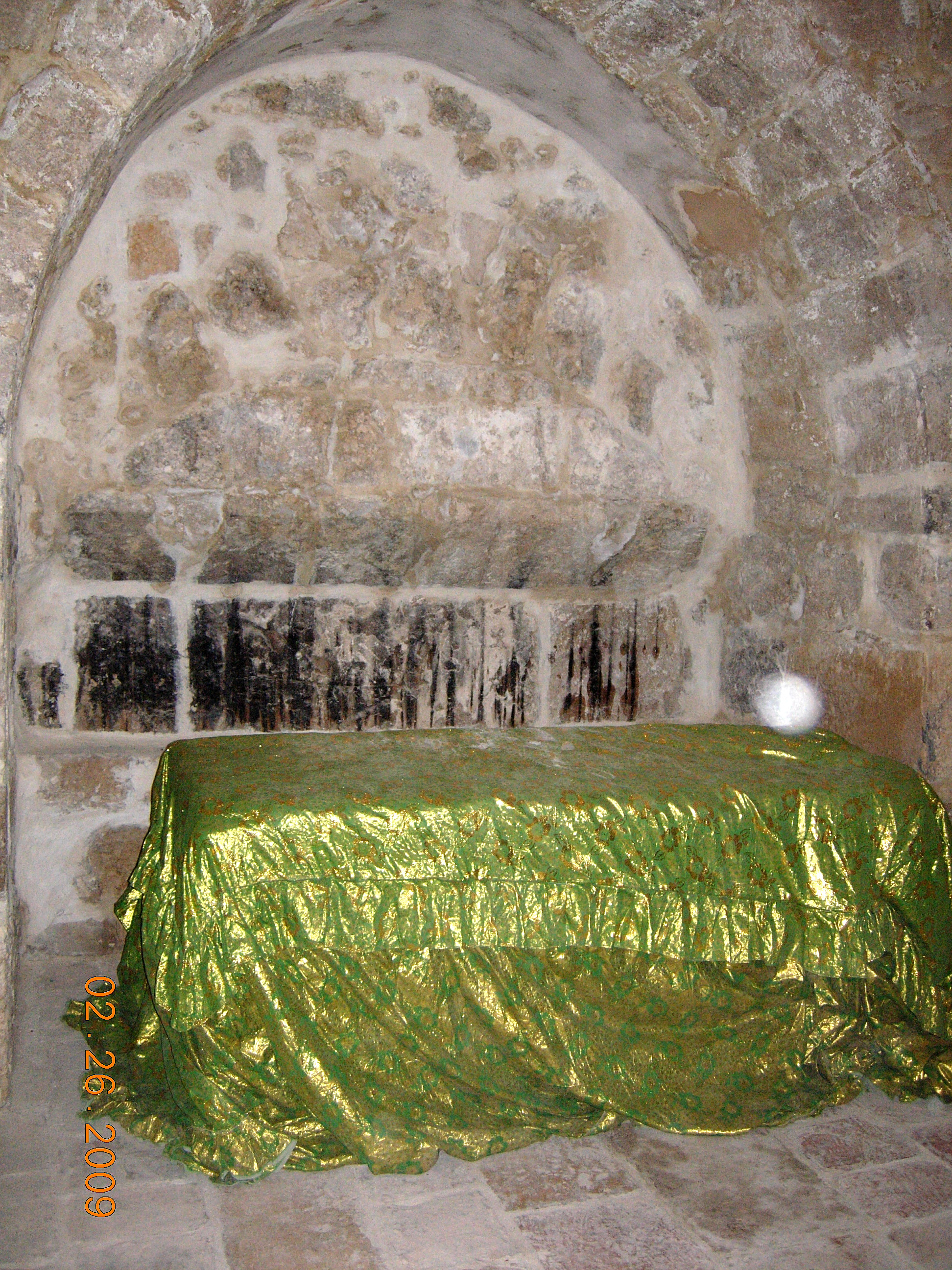
Могила Хульда (пророчиця)
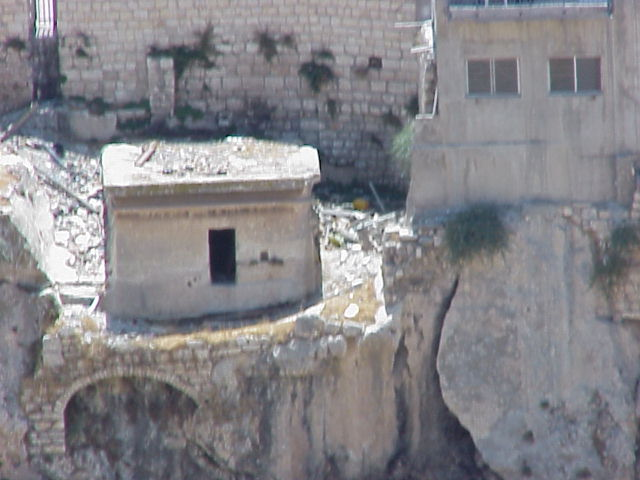
Могила дочки фараона
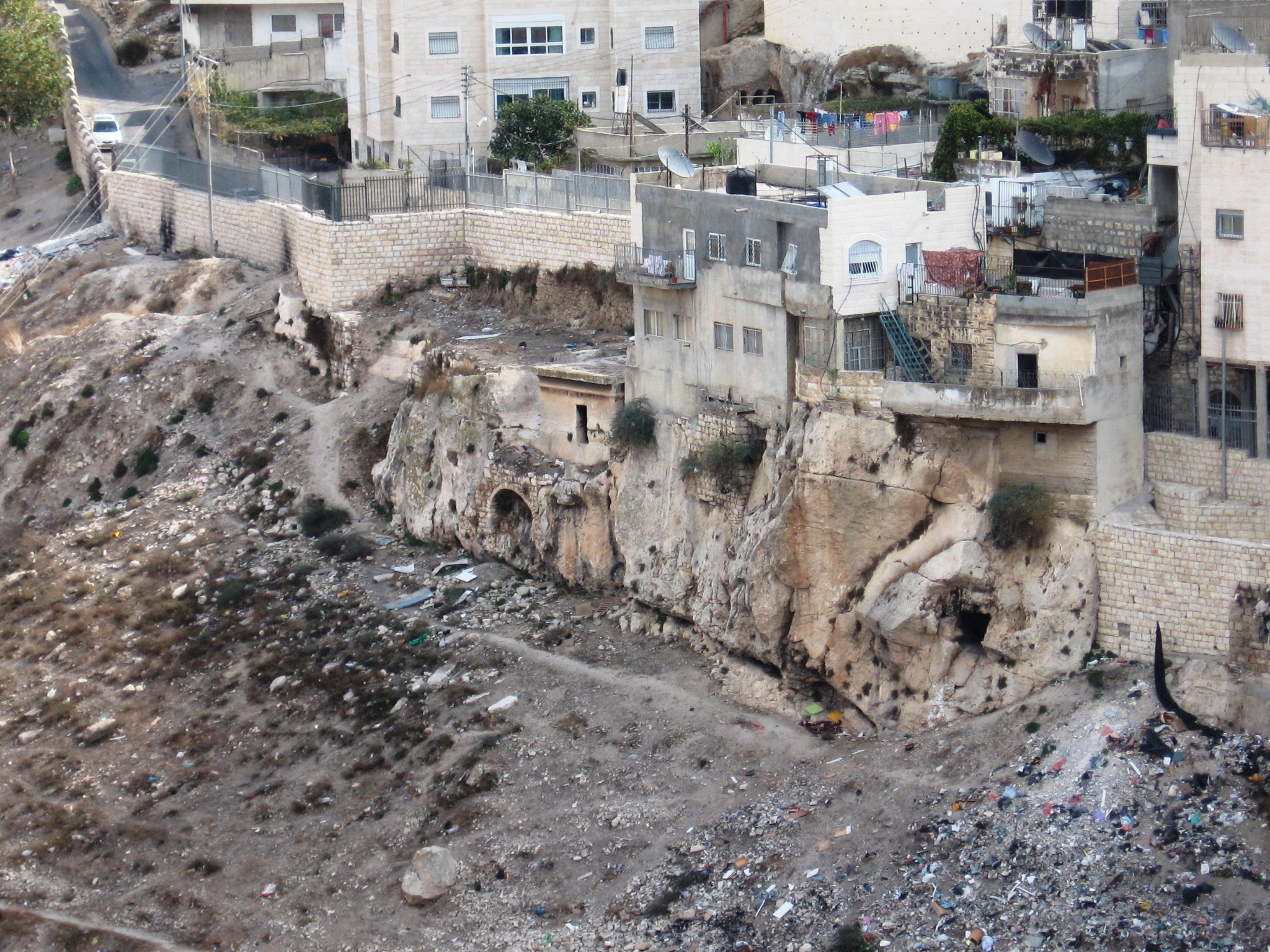
Некрополь у Кедровій Долині